# Noyal
Noyal (tiếng Breton: Noual-Pentevr, Gallo: Nóyau) là một xã của tỉnh Côtes-d'Armor, thuộc vùng Bretagne, tây bắc Pháp.

## Dân số
Người dân ở Noyal được gọi là Noyalais.